# Minna Köhler-Roeber
Minna Köhler-Roeber (* 4. Februar 1883 in Reichenbach im Vogtland; † 18. August 1957 in Friesen) war eine deutsche impressionistische Malerin.

## Leben
Minna Köhler-Roeber wurde in Reichenbach als Kind des Fabrikanten-Ehepaares Bruno Oskar Roeber und der Ehefrau Minna (geb. Grabner) geboren. Bereits in der Schulzeit zeigte sie große Neigung zum Malen und Zeichnen. Einen großen Einfluss für ihren künstlerischen Werdegang hatte die Ausbildung in Dresden bei der französischen Malerin Mayer-Blaise.
Ab 1906 wurde sie Schülerin der Malschule von Johannes Walter-Kurau in Dresden. Der aus Mitau stammende Balte hatte in St. Petersburg bei Konstantin Makowski studiert und lebte damals erst in Dresden und später in Berlin. In dieser Zeit verlagerte sich das Schwergewicht der Arbeit Köhler-Roebers in die Landschaftsmalerei. Die Dresdner Zeit war prägend für ihren Malstil. Alle Einflüsse in der Auseinandersetzung mit Kuraus Farb- und Lichttheorie schien ihrem innersten Wesen zu entsprechen. In der folgenden Zeit ab 1908 fertigte sie Kopierarbeiten in der Gemäldegalerie Dresden an und wurde Schülerin des Rompreisträgers Paul Poetzsch. Der Schwerpunkt ihrer Ausbildung war nun die Beschäftigung mit der Porträtmalerei. In dieser Zeit wirkte in Dresden die Malweise der hier gegründeten expressionistischen Künstlergruppe „Die Brücke“ (1905–1911) nach.
Zwischen 1914 und 1915 machte sie eine Ausbildung als  Tagesschülerin an der höheren Abteilung für Weberei / Fachrichtung Musterzeichner an der „Städt. Höh. Web- und Spinnschule zu Reichenbach“. Gleichzeitig besuchte sie die Kunstgewerbeschule von W. von Debschitz in München. In ihrer Münchener Zeit nahm sie expressionistische Einflüsse der Künstlergruppe „Der Blaue Reiter“ (1911–1914) auf.
Ab 1921 arbeitete sie freiberuflich in Leipzig. Sie unternahm Reisen innerhalb Deutschlands und Italiens sowie der Schweiz. Angeregt von der Natur entstanden in dieser Zeit zahlreiche Landschaftsgemälde.
Kurz vor ihrem Lebensende, sie war bereits verwitwet, erfüllte sie sich den Wunsch einer Studienfahrt nach Paris. Die dortigen Erlebnisse und Eindrücke, besonders die Besuche in den Kunstsammlungen, bestätigten fortan ihren Malstil. Seit diese Zeit knüpfte sie wieder an ihre Ausbildung an. Ihr Duktus der Malweise wurde nun von neuen Linien geprägt. Sie malte jetzt vorwiegend Landschaften und Stillleben. Diese Bilder, die sie in ihrer letzten Lebensperiode nach 1945 schuf, verdeutlichen ihre gefundene künstlerische Handschrift.

## Werke (Auswahl)
- Dorfansicht (u. Flusslandschaft). Öl auf Papier, 1920.[1]
- Landschaft im Sonnenlicht. Öl „on felt laid on board“, 1917.[2]
- Parkszene. Öl “on board laid on canvas”, 1938.[3]

## Ausstellungen

### Einzelausstellungen
Minna Köhler-Roeber, Sonderausstellung; Reichenbach i. V. Neuberin – Museum, 19. September – 16. November 2008.

### Gruppenausstellungen
- „Die Malschule Johann Walter-Kurau“; Zitadelle Berlin Bastion Kronprinz; 2. März – 15. April 2007
- „Zwischen Baltikum und Berlin – Der Maler Johann Walter-Kurau (1869–1932) als Künstler und Lehrer“; Gederts-Eliass-Museum für bildende Kunst, Jelgava (Lettland), 7. Februar – 16. April 2009
- „Zwischen Baltikum und Berlin – Neues aus der Malschule Johann Walter-Kurau (1869–1932)“; Zitadelle – Bastion Kronprinz Berlin, 18. September – 29. November 2009.

## Mitgliedschaften
- ab 1920: Mitglied des Ortsverbandes Dresdner Künstlerinnen
- ab 1920: Mitglied der Allgemeinen Kunstgenossenschaft, sowie des Verbandes Deutsch-Österreichischer Künstlerinnen
- ab Juli 1952: Mitglied des Verbandes Bildender Künstler Deutschlands
- ab Januar 1955: Mitglied der Verkaufsgenossenschaft Bildender Künstler Leipzig

## Ehrungen/Auszeichnungen
- Minna Köhler–Roeber erhielt eine Ehrenrente des Ministerpräsidenten der DDR.